# Dendroseius
Dendroseius – rodzaj roztoczy z kohorty żukowców i rodziny Digamasellidae.

## Morfologia
Pajęczaki o ciele podzielonym na gnatosomę i idiosomę. Gnatosoma ma pięcioczłonowe nogogłaszczki z członem ostatnim zaopatrzonym w dwuwierzchołkowy pazurek. Epistom ma dwa lub trzy wyrostki na przedzie. Szczękoczułki mają trzy ząbki na palcu ruchomym. Idiosoma ma zaokrąglony brzeg tylny i od wierzchu nakryta jest dwoma wyraźnie oddzielonymi tarczkami: podonotalną (prodorsum) nad podosomą i opistonotalną (postdorsum) nad opistosomą. Szczecinki r4 i r5 leżą na niezesklerotyzowanym oskórku wzdłuż bocznych krawędzi tarczki podonotalnej, a szczecinek r6 brak zupełnie. Przednia krawędź tarczki opistonotalnej pozbawiona jest środkowego wcięcia. Spód podosomy ma siedem szeregów ząbków deutosternalnych. Tarczki brzuszna i analna zlane są w tarczkę wentro-analną. Pierwsza para szczecinek wentralnych rzędu zewnętrznego leży na niezesklerotyzowanym oskórku przed przednią krawędzią tejże tarczki. Odbyt jest niepowiększony i zajmuje mniej niż piątą część długości tarczki wentro-analnej. Odnóża czwartej pary mają sześć lub osiem szczecinek na kolanach i goleniach.

## Taksonomia
Takson ten wprowadzony został w 1965 roku przez Wolfganga Karga w randze podrodzaju w obrębie rodzaju Dendrolaelaps. Gatunkiem typowym został wyznaczony Dendrolaelaps scotarius, którego później zsynonimizowano z Digamasellus reticulatus. Do rangi osobnego rodzaju wyniesiony został w 1975 roku przez Everta E. Lindquista.
Do rodzaju tego należy 7 opisanych gatunków:
- Dendroseius amoliensis Faraji, Sakenin-Chelav et Karg, 2006
- Dendroseius badenhorsti (Ryke, 1962)
- Dendroseius congoensis Wisniewski et Hirschmann, 1992
- Dendroseius gujarati Wisniewski et Hirschmann, 1989
- Dendroseius reductus Mašán, 2020
- Dendroseius reticulatus (Sheals, 1956)
- Dendroseius vulgaris Ma et al., 2014